# Nugsari Zurzumia
Nugsari Zurzumia (georgisch ნუგზარ წურწუმია; * 25. März 1997 in Mingrelien und Oberswanetien; † 3. Juli 2024 in Chobi) war ein georgischer Ringer. Er wurde 2019 Weltmeister im griechisch-römischen Stil in der Gewichtsklasse bis 55 kg Körpergewicht.

## Werdegang
Nugsari Zurzumia war Mitglied des georgischen Nationalteams der Ringer. Er trat seit Beginn seiner Sportlaufbahn 2008 ausschließlich im griechisch-römischen Stil an. Sein Trainer war Mukia Bakuy. Als Erwachsener wog er bei einer Größe von 1,60 Metern ca. 55 kg. Weitere Einzelheiten von ihm sind, mit Ausnahme seiner sportlichen Erfolge, bisher nicht bekannt.
Im August 2013 nahm er erstmals an einer internationalen Meisterschaft, der Junioren-Weltmeisterschaft in der Altersgruppe „Cadets“ in Zrenjanin teil und belegte dabei in der Gewichtsklasse bis 42 kg den 10. Platz.
Im Mai 2014 gewann er bei der Junioren-Europameisterschaft in Samokow in der Altersgruppe „Cadets“ in der Gewichtsklasse bis 42 kg mit einem 3. Platz bereits seine erste Medaille bei einer internationalen Meisterschaft.
In den folgenden Jahren gewann er bei internationalen Meisterschaften im Nachwuchsbereich noch fünf weitere Medaillen. Sein größter Erfolg war dabei der Titelgewinn bei der Junioren-Europameisterschaft 2016 in der Altersgruppe „Juniors“ in Bukarest in der Gewichtsklasse bis 50 kg Körpergewicht. Im Nachwuchsbereich verpasste Nugsari Zurzumia nur noch bei der Junioren-Weltmeisterschaft (Altersgruppe „Juniors“) 2017 in Tampere in der Gewichtsklasse bis 55 kg mit einem 8. Platz die Medaillenränge. Ausschlaggebend dafür war seine Niederlage gegen Kerem Kamal aus der Türkei.
Im April 2018 startete er erstmals bei den Senioren bei einer internationalen Meisterschaft. Er gewann bei der Europameisterschaft im russischen Kaspiisk mit einem 3. Platz in der Gewichtsklasse bis 55 kg eine Bronzemedaille. Im Juni 2018 wurde er in Istanbul U 23-Europameister in der gleichen Gewichtsklasse. Im Endkampf besiegte er dabei Ekrem Öztürk aus der Türkei. Bei der Weltmeisterschaft der Senioren im gleichen Jahr in Budapest gewann Nugsari Zurzumia in der gleichen Gewichtsklasse eine Bronzemedaille. Nachdem er in Budapest nach drei gewonnenen Kämpfen im Halbfinale gegen Eldanis Asisli aus Aserbaidschan verloren hatte, sicherte er sich diese Medaille in der Trostrunde mit einem Sieg über den Chinesen Cao Liguo. Bereits einen Monat später wurde er dann in Bukarest U 23-Weltmeister. Im Finale bezwang er dabei den starken Russen Witali Kabalojew.
Im März 2019 wurde er in Novi Sad U 23-Europameister in der Gewichtsklasse bis 55 kg. Hier siegte er im Finale über den Rumänen Florin Tita. Enttäuschend verlief für ihn dann die Europameisterschaft im April 2019 in Bukarest, wo er in der Gewichtsklasse bis 55 kg nach einem gewonnenen Kampf gegen den Weltmeister von 2018 Eldanis Asisli verlor. Da dieser das Finale nicht erreichte, schied er vorzeitig aus und belegte nur den 8. Platz. Umso erfolgreicher war Nugsari Zurzumia dann aber bei der Weltmeisterschaft dieses Jahres in Nur Sultan, denn er wurde dort in der gleichen Gewichtsklasse mit Siegen über Cao Liguo, Witali Kabalojew, Shota Ogawa, Japan und Chorlan Schakanscha, Kasachstan Weltmeister.
In der Saison 2019/20 startete Nugsari Zurzumia in der deutschen Ringer-Bundesliga für den SV Johannis Nürnberg.
Am 3. Juli 2024 wurde Zurzumia tot aufgefunden. Sein Tod wurde als Suizid eingestuft, nachdem er binnen sechs Monaten seine Eltern und seinen Bruder verloren hatte.

## Internationale Erfolge
| Jahr | Platz | Wettbewerb                                   | Gewichtsklasse | Ergebnisse |
| ---- | ----- | -------------------------------------------- | -------------- | --- |
| 2013 | 10.   | Junioren-WM (Cadets) in Zrenjanin            | bis 42 kg      | Sieger: Emin Seferschajew, Ukraine vor Nurbek Maksatbekow, Kirgisistan |
| 2014 | 03.   | Junioren-EM (Cadets) in Samokow              | bis 42 kg      | hinter Kerem Kamal, Türkei und Alexei Masik, Ukraine |
| 2015 | 03.   | Junioren-EM (Juniors) in Istanbul            | bis 50 kg      | hinter Nofral Babajew, Aserbaidschan und Alexei Kinschigaliew, Russland |
| 2015 | 02.   | Junioren-WM (Juniors) in Salvador da Bahia   | bis 50 kg      | hinter Reza Cheirollah Chedri, Iran, vor Amangali Bekbolatow, Kasachstan und Jawochin Mirachmedow, Usbekistan                                                               |
| 2016 | 01.   | Junioren-EM (Juniors) in Bukarest            | bis 50 kg      | vor Asar Nasibi, Aserbaidschan, Giovanni Freni, Italien und Artjom Belausow, Weißrussland                                                                                   |
| 2016 | 03.   | Junioren-WM (Juniors) in Macon               | bis 50 kg      | hinter Wladislaw Melnikow, Russland und Ilchrom Bachramow, Usbekistan, gemeinsam mit Sergej Simonjan, Armenien                                                              |
| 2017 | 03.   | Junioren-EM (Juniors) in Dortmund            | bis 55 kg      | hinter Kerem Kamal und Emin Seferschajew, gemeinsam mit Helary Magisalu, Estland                                                                                            |
| 2017 | 08.   | Junioren-WM (Juniors) in Tampere             | bis 55 kg      | nach einem Sieg über Vijay Vijay, Indien und Niederlagen gegen Kerem Kamal und Sergei Jepan, Moldawien                                                                      |
| 2018 | 02.   | Intern. Turnier in Kiew                      | bis 55 kg      | hinter Eldaniz Azizli, Aserbaidschan, vor Ramin Bastanijoujini, Iran und Norair Hachojan, Armenien                                                                          |
| 2018 | 03.   | EM in Kaspiisk                               | bis 55 kg      | nach einer Niederlage gegen Eldanis Asisli und einem Sieg über Wassili Topojew, Russland                                                                                    |
| 2018 | 01.   | U 23-WM in Istanbul                          | bis 55 kg      | vor Ekrem Öztürk, Türkei, Florin Tita, Rumänien und Norair Hochojan |
| 2018 | 01.   | Großer Preis von Deutschland in Dortmund     | bis 55 kg      | vor Dogus Ayaczi, Türkei, Fabian Schmitt, Deutschland und Max Emilian Nowry, USA                                                                                            |
| 2018 | 03.   | WM in Budapest                               | bis 55 kg      | nach Siegen über Moslem Naderi Chadem, Iran, Wassili Topojew und Sargis Chachatarjan, Brasilien, einer Niederlage gegen Eldaniz Azizli und einem Sieg über Coe Liguo, China |
| 2018 | 01.   | U 23-WM in Bukarest                          | bis 55 kg      | nach Siegen über Norair Hachojan, Nedjalko Petrow, Bulgarien, Balbai Dordokow, Kirgisistan und Witali Kabalojew                                                             |
| 2019 | 01.   | U 23-EM in Novi Sad                          | bis 55 kg      | vor Florin Tita, Artiom Deleanu, Moldawien und Wiktor Werdennikow, Russland                                                                                                 |
| 2019 | 08.   | EM in Bukarest                               | bis 55 kg      | nach einem Sieg über Rudik Mkrtchjan, Armenien und einer Niederlage gegen Eldaniz Azizli                                                                                    |
| 2019 | 01.   | „Wladyslaw-Pytlasinski“-Memorial in Warschau | bis 55 kg      | vor Elchin Ibragimow, Russland, Max Emilian Nowry und Murat Cankaya, Türkei                                                                                                 |
| 2019 | 01.   | WM in Nur Sultan                             | bis 55 kg      | nach Siegen über Cao Liguo, Witali Kabalojew, Shota Ogawa, Japan und Chorlan Schakanscha, Kasachstan                                                                        |
| 2020 | 03.   | EM in Rom                                    | bis 55 kg      | hinter Edmond Armen Nasarjan aus Bulgarien und Witali Kabalojew aus Russland                                                                                                |

Erläuterungen
- alle Wettkämpfe im griechisch-römischen Stil
- WM = Weltmeisterschaft, EM = Europameisterschaft
- Altersgruppe „Cadets“ bis zum 17. und Altersgruppe „Juniors“ bis zum 20. Lebensjahr